# Rhapta

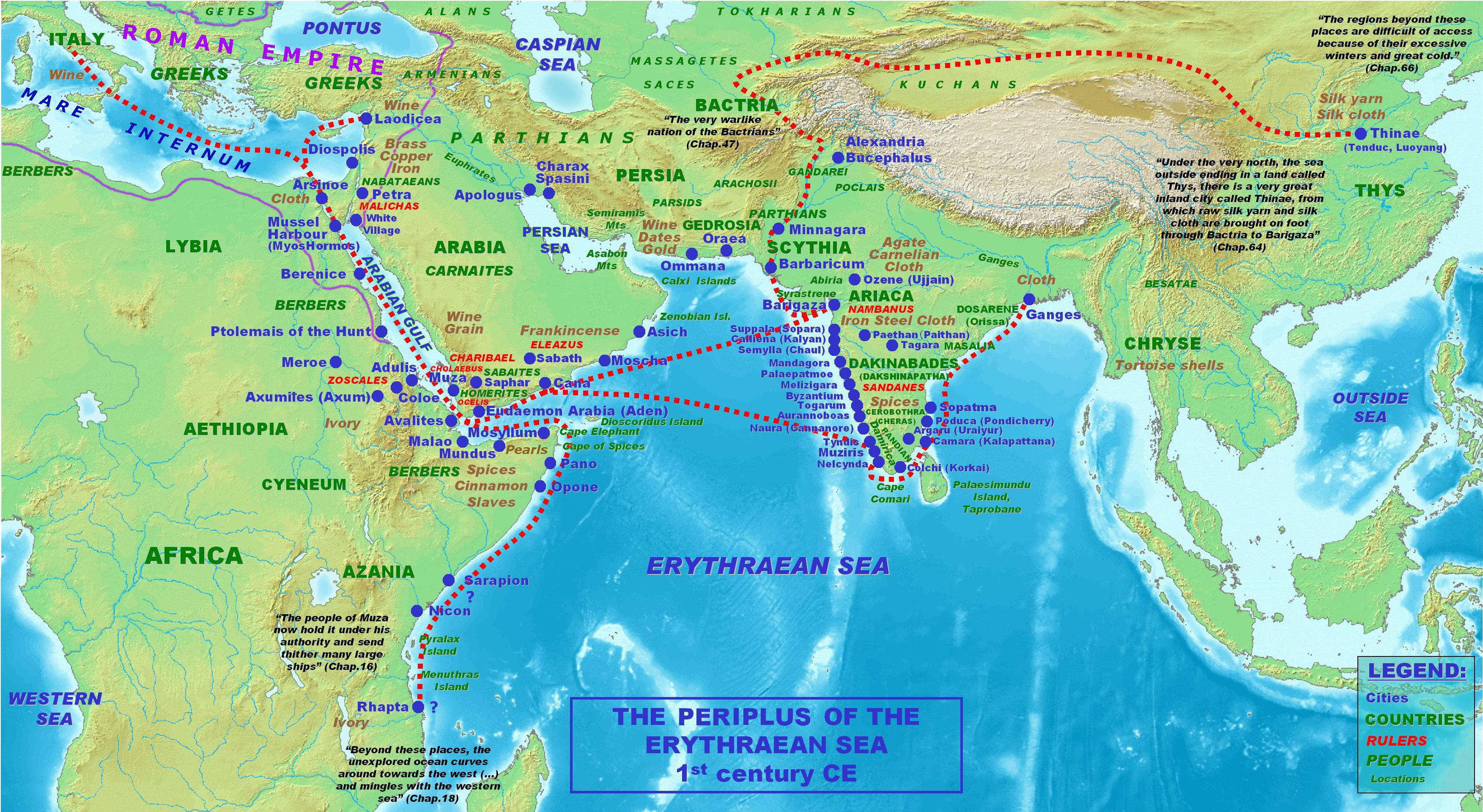
Carte des routes commerciales du Périple de la mer Érythrée. Rhapta est à l'extrémité sud.

Rhapta (en grec ancien Ῥάπτα / Rápta) est le nom d'un comptoir de la côte de l'Afrique de l'Est à partir, au moins, du Ier siècle. Son importance dans le système commercial de l'océan Indien occidental n'est pas consensuellement établi,. Sa localisation n'est pas formellement identifiée et plusieurs sites peuvent correspondre à cette ville, généralement situés dans l'actuelle Tanzanie entre le fleuve Pangani au nord, et Dar es Salam au sud (Desanges, p. 26), voire encore plus au sud, près du delta du Rufiji (Chami 2006).

## Histoire
La première mention de ce marché apparaît dans le chapitre 16 du Périple de la mer Érythrée où il est décrit comme le dernier marché d'Azanie (voir Chami 2011-2015), à deux jours de voyage de l'île de Menuthias soumise au règne des Mapharitis dans la péninsule arabe. Selon l'explorateur Diogène, Rhapta est à l'embouchure de la rivière éponyme, à l'opposé de l'île de Menuthias et proche des montagnes de la Lune où le Nil Blanc prend, selon la légende, sa source. Ce récit semble confirmé par Claude Ptolémée. Rhapta est aussi mentionnée au VIe siècle par Cosmas Indicopleustès.

## Localisation

Batons de cannelle.

Plusieurs emplacements sont proposés:
- Tanga, à l'embouchure de la rivière Mkulumuzi et Sigi
- Pangani, à l'embouchure de la rivière Ruvu, près de la montagne Meru et du Kilimandjaro et où une stèle en caractère sémitique a été trouvée.
- Msasani, à quelques kilomètres au nord de Dar es Salam ou Dar es Salaam, lui-même
- Kisuyu (selon Huntingford)
- Dans l'archipel de Zanzibar
  - Quelque part dans le delta de la Rufiji en face de l'île de Mafia où on a trouvé des traces de commerce de l'époque romaine (selon Huntingford).
  - Bien que sur quelques points les îles de Pemba et d'Unguja ne semble pas correspondre, on a retrouvé des pièces romaines à l'île Pemba (selon Miller).

## Commerce
Le seul commerce attesté par le Périple de la mer Érythrée est l'ivoire ainsi que les écailles de tortues. Cependant des sources antiques, comme Pline l'Ancien, indiqueraient que le commerce de plusieurs épices passait par cette région, nommée alors Azania / Ἀζανία (voir Chami 2011-2015).

### Sources anciennes
- Le Périple de la Mer Erythrée (bilingue), trad. Marc Szwajcer, remacle.org, 2010, § 16 (« en ligne », sur remacle.org).  — Traduction non publiée basée, d'après l'introduction, sur le texte littéraire de Edmond Jurien de La Gravière en 1883 (Revue des Deux Mondes, 60, p. 312-355, en ligne) et sur la traduction anglaise de Wilfred Schoff (en) en 1912. La traduction de Raymond Mauny, en 1968, semble aussi avoir beaucoup inspiré le texte et ses notes. Le texte grec serait essentiellement celui établi par Karl Müller en 1855 (GGM, 1, p. 257-305).
- Raymond Mauny, « Le périple de la mer Erythrée et le problème du commerce romain en Afrique au sud du Limes », dans Journal de la Société des Africanistes, 38-1, Paris, 1968, p. 19-34, trad. p. 20-30, le toponyme est transcrit « Rapta » n. 1-3  (ISSN 1957-7850) (en ligne).  — Mauny signale que sa traduction est basée sur celle en anglais de Schoff. Il indique avoir aussi consulté l'édition de Yūsuf Kamāl (tome 1, p. 84-90), en 1926, et le texte grec de Hjalmar Frisk.
- Wilfred Schoff (en), The Periplus of the Erythræan Sea, New York, 1912, p. 28, 94 et 285 (en ligne et sur Wikisource).

### À propos de Rhapta
- Felix A. Chami (en) et Marco Vigano, « Metropolis of Rhapta and Azania », non publ., c. 2011-2015 (en ligne).
- Felix A. Chami (en), The unity of African ancient history : 3000 BC to AD 500, Dar es Salaam, 2006 (OCLC 607705236).
- Felix A. Chami (en), 1999. "The Early Iron Age on Mafia island and its relationship with the mainland." Azania, 34, p. 1–10 (en ligne).
- Himanshu Prabha Ray  éd., 1999. Archaeology of Seafaring: The Indian Ocean in the Ancient Period. Pragati Publications, Delhi.
- Jehan Desanges, 1988. "Les Relations de l'Empire romain avec l'Afrique nilotique et érythréenne, d'Auguste à Probus." Rise and Decline of the Roman World. Teil II, Principat [ANRW, 10 fasc. 1], Berlin & New York: W. de Gruyter, p. 3-43  (ISBN 3-11-008843-6) (en ligne ).
- James Innes Miller, 1969. Chapter 8: "The Cinnamon Route". In: The Spice Trade of the Roman Empire. Oxford: University Press. Second Édition. Reprint, Oxford : Clarendon Press [for Sandpiper Books], 1998  (ISBN 0-19-814264-1 et 9780198142645).
- Jaroslav Tkáč (de), « Ῥάψιοι », dans Realencyclopädie der classischen Altertumswissenschaft, I A,1, 1914, col. 237–244 (en ligne).